# Rijkswet
De term rijkswet wordt in het Koninkrijk der Nederlanden gebruikt voor een wet die, anders dan de meeste wetten, geldt voor het gehele koninkrijk. Ook de gevolmachtigde minister van Aruba, Curaçao of Sint Maarten is gemachtigd in de Tweede Kamer een voorstel voor een rijkswet te doen. Mocht een gemachtigde minister zich tegen een voorstel in de Tweede Kamer uitspreken, dan kan het voorstel alleen met een meerderheid van drie vijfde wet worden.
Artikel 3 van het Statuut geeft de onderwerpen die als aangelegenheden van het Koninkrijk bij rijkswet moeten worden vastgesteld. Dit betreft onder meer:
- De handhaving van de onafhankelijkheid en de verdediging van het Koninkrijk;
- De buitenlandse betrekkingen;
- Het Nederlanderschap;
- De regeling van de ridderorden, alsmede van de vlag en het wapen van het Koninkrijk;
- De regeling van de nationaliteit van schepen en het stellen van eisen met betrekking tot de veiligheid en de navigatie van zeeschepen, die de vlag van het Koninkrijk voeren, met uitzondering van zeilschepen;
- Het toezicht op de algemene regelen betreffende de toelating en uitzetting van Nederlanders;
- Het stellen van algemene voorwaarden voor toelating en uitzetting van vreemdelingen;
- De uitlevering.

Op grond van artikel 38 van het Statuut kunnen twee of meer landen van het Koninkrijk een gezamenlijke regeling treffen ten aanzien van onderwerpen die niet in artikel 3 worden genoemd. De regeling kan worden vervat in een rijkswet of algemene maatregel van rijksbestuur. Men spreekt in zo'n geval van een consensusrijkswet of consensus-AMvRB. Een voorbeeld van een consensusrijkswet is de Rijkswet politie van Curaçao, van Sint Maarten en van Bonaire, Sint Eustatius en Saba. In de preambule van deze rijkswet wordt verwezen naar artikel 38, tweede lid, van het Statuut.
Een paar voorbeelden van rijkswetten:
- Rijkswet op het Nederlanderschap.
- Paspoortwet
- Rijksoctrooiwet
- Wet militair tuchtrecht
- Wet militaire strafrechtspraak
- Wet beëdiging en inhuldiging van de Koning
- Rijkswet goedkeuring en bekendmaking verdragen
- en veel goedkeuringwetten voor internationale verdragen.

Kamerstukdossiers m.b.t. een rijkswet hebben een dubbel nummer, bijvoorbeeld 30 584 (R 1811) voor een wijziging in 2008 van de Rijkswet op het Nederlanderschap.

## Voorgeschiedenis
Voor de invoering van het Statuut waren de wetten van het Koninkrijk normaal gesproken alleen van toepassing in het 'Rijk in Europa', omdat ook de Grondwet voor het Koninkrijk der Nederlanden in beginsel alleen voor het Europese deel verbindend was (toenmalig art. 2, GW). Wetten die ook in de Overzeese Rijksdelen van toepassing waren, waren te herkennen aan wetsbepalingen als: deze wet is ook verbindend voor Nederlandsch-Indië, Suriname en Curaçao of voor 1922: deze wet is ook verbindend voor de koloniën en bezittingen in andere werelddeelen.